# Lubiechów Górny
Lubiechów Górny [luˈbjɛxuf ˈɡurnɨ] (tiếng Đức: Hohen Lübbichow) là một ngôi làng thuộc khu hành chính của Gmina Cedynia, thuộc quận Gryfino, West Pomeranian Voivodeship, ở phía tây bắc Ba Lan, gần biên giới Đức. Nó nằm khoảng 4 kilômét (2 mi)  phía đông bắc Cedynia, 42 km (26 mi) về phía tây nam Gryfino và 61 km (38 mi) về phía tây nam của thủ đô khu vực Szczecin.
Trước năm 1945, khu vực này là một phần của Đức. Đối với lịch sử của khu vực, xem Lịch sử của Pomerania.